# You're a Woman, I'm a Machine
You're a Woman, I'm a Machine es un álbum de la banda canadiense Death from Above 1979, lanzado el 26 de octubre de 2004 por Vice Records en los Estados Unidos, Last Gang Records en Canadá, Ache Records en su versión en vinilo, y Victor Entertainment en Japón. Fue disco de oro en Canadá en julio de 2006.

## Historia
You're a Woman, I'm a Machine se grabó entre los meses de febrero y abril de 2004 en los estudios The Chemical Sound de Toronto y Studio Plateau de Montreal. Las grabaciones en The Chemical Sound fueron producidas por Al-P y las de Studio Plateau por Drew Malamud, y fue masterizado por Joao Carvalho en su estudio. Todas las canciones fueron escritas y grabadas por Sebastien Grainger (batería/voces) y Jesse F. Keeler (bajo/sintetizador) y publicadas por Casino Steel Publishing Inc. e Iggy Softrock Publishing Inc.
Las canciones Romantic Rights, Blood on Our Hands y Black History Month fueron lanzadas como sencillos y remixes. Little Girl, junto con Sexy Results aparecen remezcladas en su cara B Romance Bloody Romance.
El vocalista y batería Sebastien Grainger, tituló la canción Black History Month (Mes de la historia negra) porque fue escrita en el mes febrero.
De acuerdo a un mensaje del bajista Jesse F. Keeler en el foro de la banda, la canción Sexy Results se tomó por el episodio titulado Pygmoelian de la serie de dibujos animados The Simpsons.
La portada fue diseñada por Cole Chernoff y está dedicada a la sobrina de Grainger, Zoé.

## Recepción
El álbum vendió 175.000 copias en todo el mundo, de acuerdo a Toronto Star, y fue disco de oro (50.000 copias vendidas) en su país de origen, Canadá.

## Lista de canciones
Todas las canciones escritas y compuestas por Sebastien Grainger, Jesse F. Keeler. 
| N.º   | Título                          | Duración |  |
| 1.    | «Turn It Out»                   | 2:39     |  |
| 2.    | «Romantic Rights»               | 3:15     |  |
| 3.    | «Going Steady»                  | 2:49     |  |
| 4.    | «Go Home, Get Down»             | 2:19     |  |
| 5.    | «Blood on Our Hands»            | 2:59     |  |
| 6.    | «Black History Month»           | 3:48     |  |
| 7.    | «Little Girl»                   | 4:00     |  |
| 8.    | «Cold War»                      | 2:33     |  |
| 9.    | «You're a Woman, I'm a Machine» | 2:53     |  |
| 10.   | «Pull Out»                      | 1:50     |  |
| 11.   | «Sexy Results»                  | 5:55     |  |
| 35:03 |                                 |          |  |

| Japan bonus track |                                             |          |  |
| N.º               | Título                                      | Duración |  |
| 12.               | «Romantic Rights» (The Phones Lovers remix) | 4:40     |  |

| Vinyl bonus track |         |          |  |
| N.º               | Título  | Duración |  |
| 12.               | «Do It» |          |  |

| UK bonus CD |                                                          |          |  |
| N.º         | Título                                                   | Duración |  |
| 1.          | «Better Off Dead» (Directo en Río)                       | 2:17     |  |
| 2.          | «Blood on Our Hands» (Justice remix)                     | 3:52     |  |
| 3.          | «Do It 93!»                                              | 4:52     |  |
| 4.          | «Romantic Rights» (Erol Alkan's Love from Below re-edit) | 6:20     |  |
| 5.          | «Little Girl» (MSTRKRFT edition)                         | 3:36     |  |
| 6.          | «You're Lovely (But You've Got Lots of Problems)»        | 3:06     |  |
| 7.          | «Blood on Our Hands» (Vídeo)                             |          |  |
| 8.          | «Romantic Rights» (Vídeo)                                |          |  |